# Malmö (commune)
Pour les articles homonymes, voir Malmö (homonymie).
La commune de Malmö (prononcé, en suédois, [ˈmalːˈmøː] ) est une commune suédoise du comté de Skåne. Environ 348 601 personnes y vivent (2021). Son chef-lieu se situe à Malmö. La commune de Malmö est la troisième de Suède par le nombre d'habitants après celles de Stockholm et Göteborg.

## Localités principales
- Bunkeflostrand (6 874 hab.)
- Kristineberg (1 076 hab.)
- Malmö (248 912 hab.)
- Oxie (9 225 hab.)
- Södra Klagshamn (975 hab.)
- Tygelsjö (1 862 hab.)
- Vintrie (338 hab.)

## Administration
La commune de Malmö est dotée d'une assemblée municipale (kommunfullmäktige) de 61 membres élus pour quatre ans au système proportionnel. Cette assemblée nomme un comité exécutif de onze membres et neuf commissaires. Les membres du comité exécutif et les commissaires sont dirigés par un commissaire municipal (kommunstyrelsens ordförande), nommé également maire.

## Jumelage
La ville de Malmö est jumelée avec :
- Tallinn (Estonie) depuis 1989
- Szczecin (Pologne) depuis 1990
- Stralsund (Allemagne) depuis 1991
- Florence (Italie) depuis 1989
- Vaasa (Finlande) depuis 1940
- Varna (Bulgarie) depuis 1987
- Tangshan (Chine) depuis 1987
- Adélaïde (Australie) depuis 1988
- Kaliningrad (Russie)
- Province de Chieti (Italie) depuis 2001
- Newcastle upon Tyne (Royaume-Uni) depuis 2003